# 3968 Koptelov
3968 Koptelov eller 1978 TU5 är en asteroid i huvudbältet som upptäcktes den 8 oktober 1978 av den ryska astronomen Ljudmila Tjernych vid Krims astrofysiska observatorium på Krim. Den är uppkallad efter den rysk-sovjetiske författaren Afanasij Koptelov (1903–1990).
Den tillhör asteroidgruppen Vesta.